# مجموعه دو و میدانی نوین یانیت

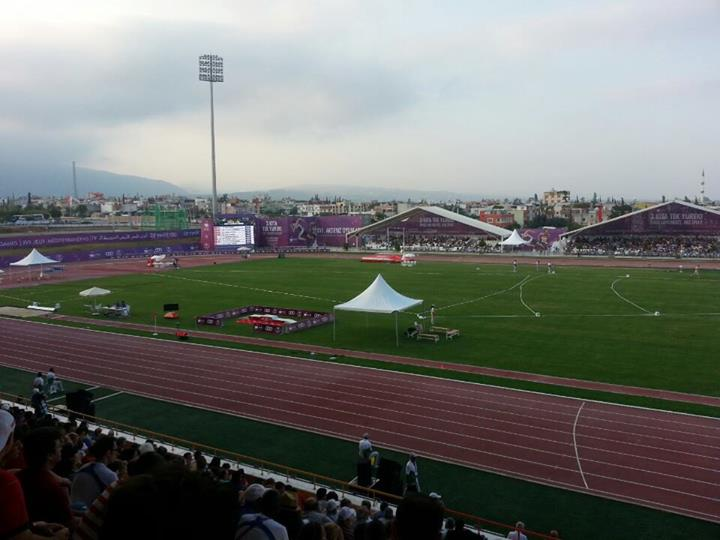

مجموعه دو و میدانی نوین یانیت (انگلیسی: Nevin Yanıt Athletics Complex) یک ورزشگاه مخصوص مسابقات دو و میدانی در شهر مرسین، ترکیه است. این ورزشگاه که در سال ۲۰۱۰ تاسیس شده،  دارای ۴۵۰۰ نفر ظرفیت است و میزبان بازی‌های مدیترانه ۲۰۱۳ بوده است.